# Ocyale fera
Ocyale fera är en spindelart som beskrevs av Embrik Strand 1908. Ocyale fera ingår i släktet Ocyale och familjen vargspindlar.
Artens utbredningsområde är Madagaskar. Inga underarter finns listade i Catalogue of Life.